# T. Coleman du Pont

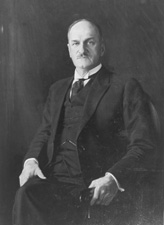
T. Coleman du Pont

Thomas Coleman du Pont, född 11 december 1863 i Louisville, Kentucky, död 11 november 1930 i Wilmington, Delaware, var en amerikansk republikansk politiker och affärsman. Han representerade delstaten Delaware i USA:s senat 1921–1922 och 1925–1928.
T. Coleman du Pont tillhörde industrialistsläkten du Pont och var son till Antoine Bidermann du Pont samt barnbarnsbarn till Du Pont-koncernens grundare Éleuthère Irénée du Pont och kusinbarn till senatorn Henry A. du Pont. Han studerade vid Urbana University i Ohio och fortsatte sedan studierna vid Massachusetts Institute of Technology. Han var verkställande direktör för E. I du Pont de Nemours and Company 1902–1915. Företaget övertog över hundra konkurrenter under Coleman du Ponts ledarskap. Han sålde sin andel i företaget år 1914 och blev en betydande ägare inom hotellbranschen. Han köpte år 1918 Waldorf-Astoria i New York och två år senare Willard Hotel i Washington, D.C.
Senator Josiah O. Wolcott avgick 1921 för att tillträda som chefsdomare vid Delaware Court of Chancery. Guvernör William Denney utnämnde sedan du Pont till senaten. Kritikerna kallade överenskommelsen för "Dirty Deal", eftersom de ansåg att den grundläggande orsaken till Denney att inte förlänga Charles M. Curtis ämbetsperiod i domstolen var ett republikanskt övertagande av demokraten Wolcotts mandat i USA:s senat. Demokraten Thomas F. Bayard Jr. besegrade sedan du Pont i fyllnadsvalet 1922.
Sittande senatorn L. Heisler Ball utmanades av du Pont i republikanernas primärval inför senatsvalet 1924. Republikanerna i Delaware nominerade du Pont som sedan vann själva senatsvalet. Han avgick 1928 och efterträddes av Daniel O. Hastings.